# Ударцев, Григорий Андреевич
Григорий Андреевич Ударцев (1919—1984) — адъютант старший 1-го батальона 363-го стрелкового полка 114-й стрелковой дивизии 7-й армии Карельского фронта, капитан. Герой Советского Союза.

## Биография
Родился 24 апреля 1919 года в селе Калманка ныне Калманского района Алтайского края в крестьянской семье. Русский. Член ВКП(б)/КПСС с 1942 года. Окончил 7 классов и школу ФЗУ. В 1936-39 годах работал помощником судового механика в Западно-Сибирском речном пароходстве.
В Красную Армию призван в 1939 году Калманковским райвоенкоматом Алтайского края. В действующей армии с октября 1941 года. В 1942 году окончил курсы младших лейтенантов.
Адъютант старший 1-го батальона 363-го стрелкового полка капитан Григорий Ударцев в числе первых 21 июня 1944 года форсировал реку Свирь в районе города Лодейное Поле Ленинградской области. Преодолев полноводную реку и, ступив на вражеский берег, советские воины завязали ожесточённый бой. Вражеской пулей был сражён командир батальона Журавлев. Но бой продолжался: командование батальоном принял на себя капитан Ударцев Г. А., несмотря на то, что он был сильно контужен. Необходимо было уничтожить несколько огневых точек, изрыгавших огонь по приближавшимся к берегу остальным подразделениям 363-го стрелкового полка. Капитан Ударцев с группой бойцов ползком и перебежками обошёл и окружил дзоты, где были укрыты огневые точки, и подавил их гранатами. Было захвачено пять орудий, несколько станковых и ручных пулемётов, уничтожено до взвода фашистской пехоты. Батальон свою задачу выполнил: он создал плацдарм и обеспечил переправу остальных подразделений полка и всей 114-й стрелковой дивизии.
Указом Президиума Верховного Совета СССР от 21 июля 1944 года за образцовое выполнение боевых заданий командования на фронте борьбы с немецко-фашистским захватчиками и проявленные при этом мужество и героизм капитану Ударцеву Григорию Андреевичу присвоено звание Героя Советского Союза с вручением ордена Ленина и медали «Золотая Звезда».
С 1946 года капитан Ударцев Г. А. — в отставке, как инвалид войны. Жил в городе Барнауле Алтайского края, работал контролёром на станкостроительном заводе. Скончался 21 июня 1984 года. Похоронен в Барнауле.
Награждён орденом Ленина, медалями.